# Sidney Wicks
Pour les articles homonymes, voir Wicks.
Sidney Wicks, né le 19 septembre 1949 à Los Angeles, Californie, est un ancien joueur américain professionnel de basket-ball. Il évolua en NBA de 1971 à 1981.

## Biographie
Sidney Wicks évolua au lycée Alexander Hamilton à Los Angeles, Californie, mais à cause de mauvais résultats scolaires, il dut aller au Santa Monica Junior College pour une année avant de pouvoir rejoindre son université favorite, UCLA. (Ironiquement, Wicks remporta l'« Academic All-America » de UCLA en 1971).
Intérieur de 2,05 m, Wicks fut une star à UCLA, menant les Bruins à trois titres consécutifs de champion NCAA de 1969 à 1971 et fut nommé Most Outstanding Player du Final Four en 1970.
Les Trail Blazers de Portland sélectionnèrent alors Sidney Wicks avec le second choix lors de la draft 1971 et grâce à ses moyennes de 24,5 points et 11,5 rebonds, Wicks fut nommé NBA Rookie of the Year en 1972. Wicks joua neuf saisons, aux Trail Blazers, aux Celtics de Boston et aux Clippers de San Diego, et bien qu'il ne fut jamais capable de reproduire le niveau de jeu qu'il avait produit en tant que rookie, il eut une carrière solide, jouant quatre NBA All-Star Game. Après sa retraite en 1981, il devient entraîneur adjoint à UCLA.

## Palmarès
- 4× NBA All-Star (1972–1975)
- NBA Rookie of the Year (1972)
- NBA All-Rookie First Team (1972)
- 3× NCAA champion (1969–1971)
- NCAA Final Four MOP (1970)
- Sporting News Player of the Year (1971)
- USBWA Player of the Year (1971)
- 2× Helms Foundation Player of the Year (1970–1971)
- Consensus first-team All-American (1971)
- Consensus second-team All-American (1970)
- 2× First-team All-Pac-8 (1970–1971)
- Numéro 35 retiré par l'université d'UCLA

## Statistiques
gras = ses meilleures performances

### Universitaires
Statistiques en université de Sidney Wicks
| Saison    | Équipe   | Matchs | Titul. | Min./m | % Tir | % 3pts | % LF | Rbds/m. | Pass/m. | Int/m. | Ctr/m. | Pts/m. |
| --------- | -------- | ------ | ------ | ------ | ----- | ------ | ---- | ------- | ------- | ------ | ------ | ------ |
| 1968-1969 | UCLA     | 30     | —      | —      | 43,5  | —      | 58,0 | 5,1     | —       | —      | —      | 7,5    |
| 1969-1970 | UCLA     | 30     | —      | —      | 53,3  | —      | 63,2 | 11,9    | —       | —      | —      | 18,6   |
| 1970-1971 | UCLA     | 30     | —      | —      | 52,4  | —      | 66,1 | 12,8    | —       | —      | —      | 21,3   |
| Carrière  | Carrière | 90     | —      | —      | 51,1  | —      | 63,5 | 9,9     | —       | —      | —      | 15,8   |

### Professionnelles

#### Saison régulière
Légende :
| Recrue/rookie de la saison |

gras = ses meilleures performances
Statistiques en saison régulière de Sidney Wicks
| Saison        | Équipe        | Matchs | Titul. | Min./m | % Tir | % 3pts | % LF | Rbds/m. | Pass/m. | Int/m. | Ctr/m. | Pts/m. |
| ------------- | ------------- | ------ | ------ | ------ | ----- | ------ | ---- | ------- | ------- | ------ | ------ | ------ |
| 1971-1972     | Portland      | 82     | 82     | 39,6   | 42,7  | —      | 71,0 | 11,5    | 4,3     | —      | —      | 24,5   |
| 1972-1973     | Portland      | 80     | 79     | 39.4   | 45,2  | —      | 72,3 | 10,9    | 5,5     | —      | —      | 23,8   |
| 1973-1974     | Portland      | 75     | 75     | 38,0   | 45,9  | —      | 76,2 | 9,1     | 4,3     | 1,2    | 0,8    | 22,5   |
| 1974-1975     | Portland      | 82     | 82     | 38,6   | 49,7  | —      | 70,6 | 10,7    | 3,5     | 1,3    | 1,0    | 21,7   |
| 1975-1976     | Portland      | 79     | 78     | 38,5   | 48,3  | —      | 67,4 | 9,0     | 3,1     | 1,0    | 0,7    | 19,1   |
| 1976-1977     | Boston        | 82     | 49     | 32,2   | 45,8  | —      | 66,8 | 10,0    | 2,1     | 0,8    | 0,7    | 15,1   |
| 1977-1978     | Boston        | 81     | 58     | 29,8   | 46,7  | —      | 66,0 | 8,3     | 2,1     | 0,8    | 0,6    | 13,4   |
| 1978-1979     | San Diego     | 79     | 15     | 25,6   | 46,2  | —      | 65,0 | 5,1     | 1,6     | 0,9    | 0,5    | 9,8    |
| 1979-1980     | San Diego     | 71     | 51     | 30,2   | 42,3  | 0,0    | 54,6 | 5,8     | 3,0     | 1,1    | 0,7    | 7,1    |
| 1980-1981     | San Diego     | 49     | 31     | 22,1   | 43,7  | 0,0    | 50,7 | 4,6     | 2,3     | 0,8    | 0,8    | 6,7    |
| Carrière      | Carrière      | 760    | 600    | 33,9   | 45,9  | 0,0    | 68,5 | 8,7     | 3,2     | 1,0    | 0,7    | 16,8   |
| All-Star Game | All-Star Game | 4      | 1      | 20,3   | 45,0  | —      | 72,2 | 8,3     | 1,0     | —      | —      | 12,3   |

#### Playoffs
Statistiques en playoffs de Sidney Wicks
| Saison   | Équipe   | Matchs | Titul. | Min./m | % Tir | % 3pts | % LF | Rbds/m. | Pass/m. | Int/m. | Ctr/m. | Pts/m. |
| -------- | -------- | ------ | ------ | ------ | ----- | ------ | ---- | ------- | ------- | ------ | ------ | ------ |
| 1977     | Boston   | 9      | 0      | 29,0   | 51,9  | —      | 73,2 | 9,2     | 1,8     | 1,4    | 0,3    | 13,1   |
| Carrière | Carrière | 9      | 0      | 29,0   | 51,9  | —      | 73,2 | 9,2     | 1,8     | 1,4    | 0,3    | 13,1   |